# Cameron Bay (Geisterstadt)

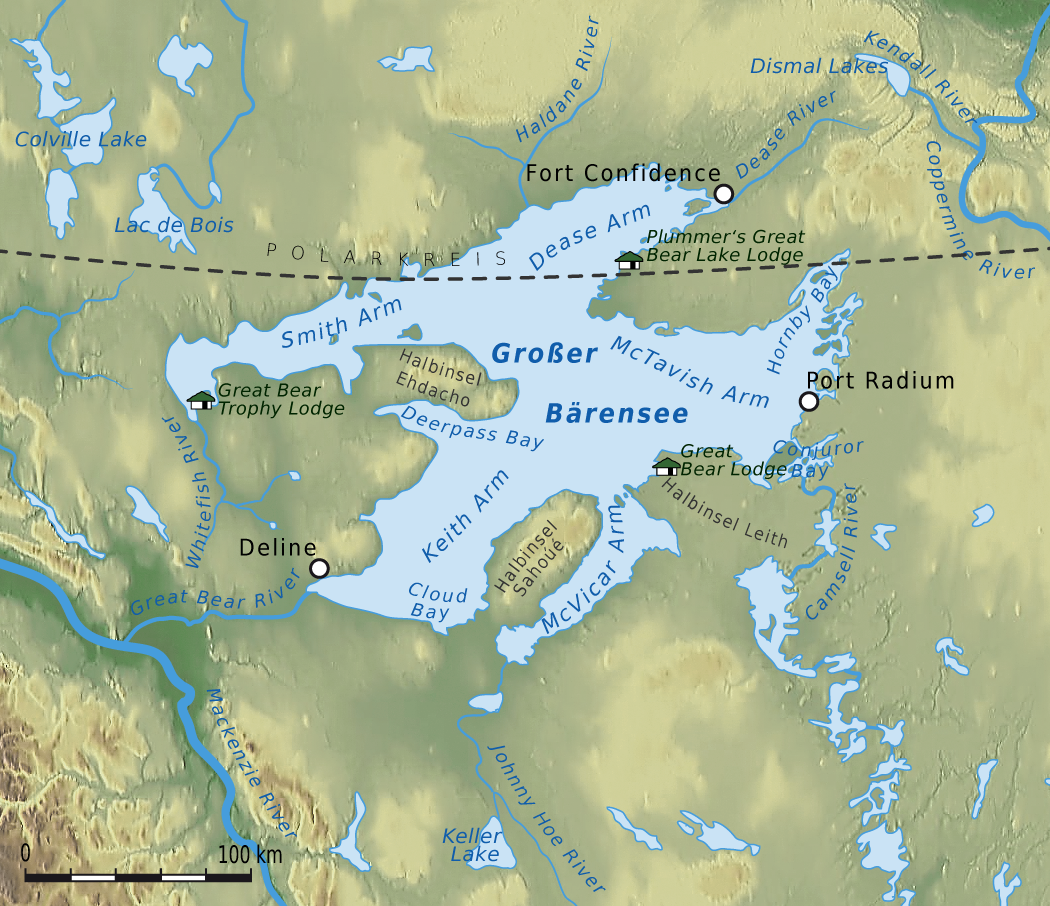
Cameron Bay liegt nahe Port Radium auf der Karte

Cameron Bay ist eine Geisterstadt am Ostufer des Großen Bärensees (McTavish-Arm) im Déline District der Sahtu Region der kanadischen Nordwest-Territorien.
Im Rahmen der Suche nach Silber- und Radiumvorkommen wurde Cameron Bay erstmals besiedelt und wahrscheinlich nach dem Geologen Professor Allan Cameron benannt. Es wurden schließlich vier Minen angelegt, von denen nur eine, die Eldorado Mine bei Port Radium, tatsächlich förderte. Cameron Bay umfasste in seiner kurzen Blütezeit kleine Hotels, Restaurants, eine Polizeistation, eine Niederlassung der Hudson’s Bay Company und einen Radiosender. Das Fallen der Radiumpreise führte 1939 dazu, dass die nur per Wasserflugzeug erreichbare Siedlung ausstarb. Während der 1940er und 1950er wurden einzelne Gebäude noch von Ureinwohnern bewohnt. 1960 wurde eine Fischerhütte angelegt, die aber Anfang des 21. Jahrhunderts abbrannte.
Heute stehen dort Hütten von Branson’s Outpost, einem Stützpunkt für Angler.